# Batara (Laclubar)
Batara ist ein osttimoresischer Suco im Verwaltungsamt Laclubar (Gemeinde Manatuto).

## Geographie

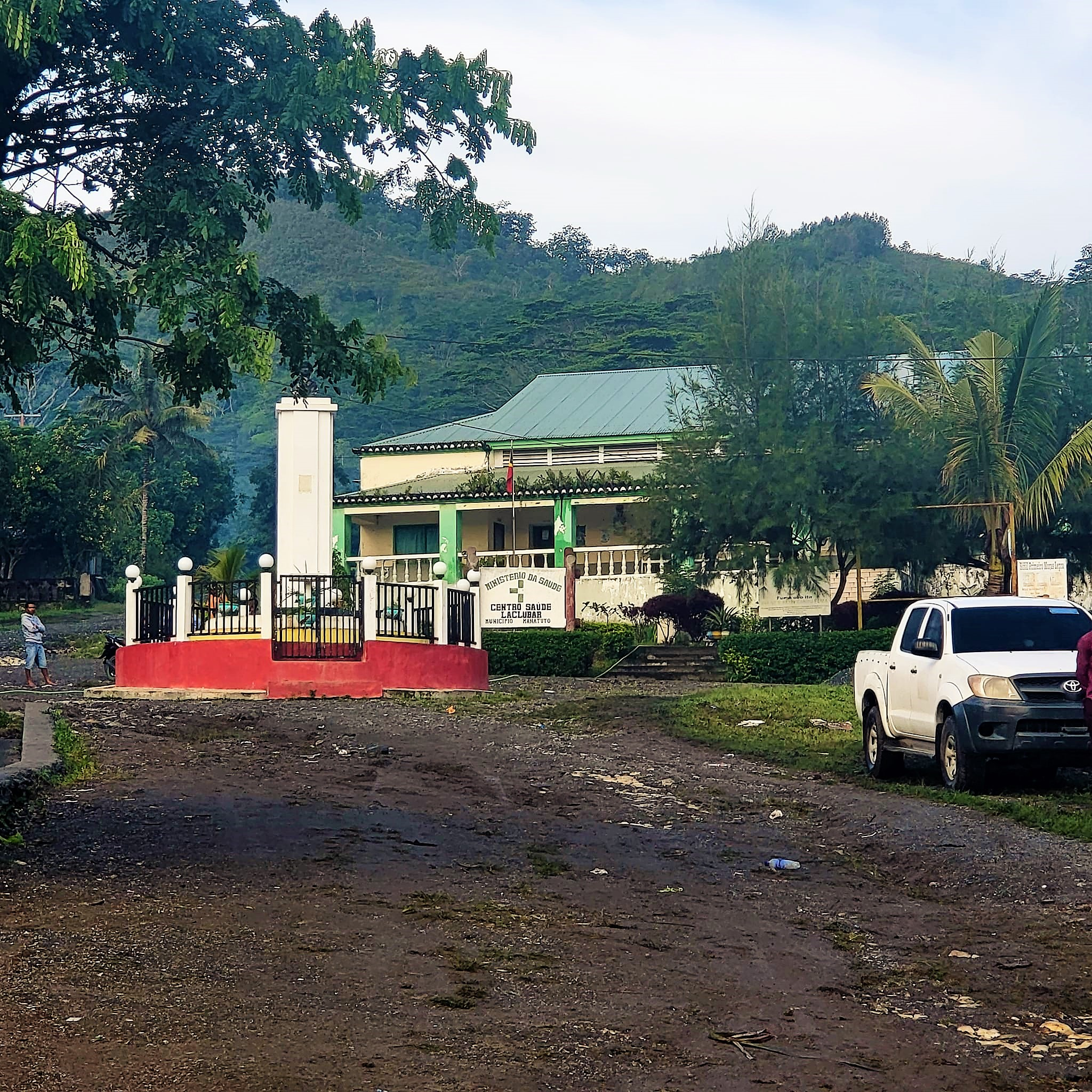
Medizinische Station von Laclubar im Suco Batara

Vor der Gebietsreform 2015 hatte Batara eine Fläche von 64,97 km². Nun sind es 66,79 km². Der Suco liegt im Norden des Verwaltungsamts Laclubar. Südwestlich befindet sich der Suco Funar, südlich der Suco Orlalan, südöstlich der Suco Fatumaquerec und nordöstlich der Suco Sananain. Im Norden grenzt Batara an das Verwaltungsamt Laclo mit dem Suco Uma Naruc und im Osten an das Verwaltungsamt Manatuto mit seinem Suco Cribas. Die Grenze zu Fatumaquerec und Cribas bildet der Fluss Sumasse, ein wichtiger Nebenfluss des Nördlichen Laclós. In den Sumasse münden der in Batara entspringende Lacos und der Carcos, der östliche Grenzfluss zu Sananain. Im Norden bildet die Grenze zu Sananain der im Zentrum Bataras entspringende Boho. Der Grenze zu Funar und Uma Naruc folgt größtenteils der Lago Coi. Auch Lago Coi und Boho gehören zum System des Nördlichen Laclós. Im Westen Bataras liegt der Berg Maubere, der den einheimischen Idaté als heilig gilt.
Die größeren Siedlungen des Sucos konzentrieren sich im Südwesten Bataras, wo sie die Vororte und den Nordteil der Verwaltungsamtshauptstadt Laclubar bilden. Dies sind Are Ain (Aireain), Balulin, Fatuha, Lihutula und Werulun (Wer Ulun).
Im Suco befinden sich die vier Aldeias Are Ain, Balulin, Fatuha und Werulun.

## Einwohner

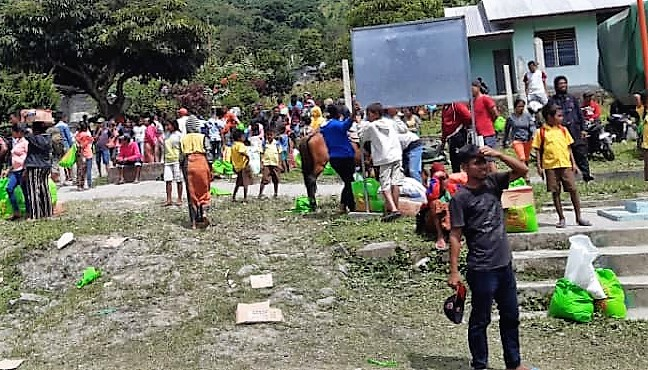
In Batara (2021)

Im Suco leben 2.100 Einwohner (2022), davon sind 1.012 Männer und 1.088 Frauen. Im Suco gibt es 324 Haushalte. Fast 96 % der Einwohner geben Idaté als ihre Muttersprache an. 2,5 % sprechen Tetum Prasa, Minderheiten Tetum Terik oder Adabe.

## Politik
Bei den Wahlen von 2004/2005 wurde Agostinho Soares zum Chefe de Suco gewählt. Bei den Wahlen 2009 gewann Tomas Pinto und wurde 2016 in seinem Amt bestätigt.